# 浄土教
浄土教（じょうどきょう）、中国の北魏時代に慧遠が説き、唐代の善導が提唱した。阿弥陀仏の極楽浄土に往生し成仏することを説く大乗仏教の一派。浄土門、浄土思想ともいう。阿弥陀仏の願に基づいて、観仏や念仏によってその浄土に往生しようと願う教え。
浄土教系諸宗派では、阿弥陀如来は自らの名を称える者（「南無阿弥陀仏」と称名念仏をする者）を必ず極楽浄土に迎え入れるという誓いを立てたとし、阿弥陀如来への帰依で浄土に往生し輪廻から解脱できると説く。浄土教系諸宗派の教義によれば、六道輪廻の最上位である天界は清浄な世界ではあるが不老不死ではないのに対して、極楽浄土に往生した者は永遠の生命と至福が得られるという。
上座部仏教の側からは、釈迦は現世を一切皆苦とし、欲や執着を絶って輪廻から解脱して二度と生まれ変わることなく涅槃に至る状態（「灰身滅智」の状態、または肉体のない不可知的な状態）を至高としたのであって、来世救済（浄土への往生）は説いていないと解釈している（大乗非仏説）。

## 概要

### 浄土について
「浄土（Kṣetra）」は、阿弥陀や西方などの形容がない限り本来は仏地・仏土（仏国土）を意味する。
| 主催者               | 浄土名             | 備考(典拠となる経典/宗派など) |
| -------------------- | ------------------ | ----------------------------- |
| 阿弥陀仏             | 西方極楽浄土       | 阿弥陀経                      |
| 弥勒菩薩             | 兜率天             | 弥勒上生経                    |
| 大日如来             | 密厳浄土           | 大乗密厳経 興教大師全集       |
| 観音菩薩             | 補陀落浄土         | 大方広仏華厳経 入法界品       |
| 久遠実成の釈迦牟尼仏 | 霊山浄土           | 法華経 日蓮宗                 |
| 薬師如来             | 東方薬師瑠璃光浄土 | 薬師瑠璃光如来本願功徳経      |

### 阿弥陀信仰
「阿弥陀信仰」とは、阿弥陀仏を対象とする信仰のことで、「浄土信仰」とも言われる。
日本では浄土教の流行にともない、それぞれの宗旨・宗派の教義を超越、包括した民間信仰的思想も「阿弥陀信仰」に含めることもある。また阿弥陀仏は多くの仏教宗派で信仰され、「阿弥陀信仰」はひとつの経典に制限されない懐の広さを持つ。

### 西方信仰
阿弥陀仏の浄土は西方に在するとされるが、日の沈む（休む）西方に極楽（出典まま）があるとする信仰の起源はシュメール文明にあり、ほかの古代文明にもみられるとされる。極楽にたどりつくまでに"夜見の国"などを通過しなければならないという一定の共通性もみられるとされる。

### 他力
仏教経典を集大成した大正新脩大蔵経では、他力本願の語は日本撰述の経解・論書にしか見られないものである。また、他力門・自力門の語は中国撰述の経解・論書で極めてまれに用いられるが、漢訳経典には表れない。

### 関連経典
日本の浄土教では、『仏説無量寿経』（康僧鎧訳）、『仏説観無量寿経』（畺良耶舎訳）、『仏説阿弥陀経』（鳩摩羅什訳）を、「浄土三部経」と総称する。
また、その他の経典では、法華経第二十三の『薬王菩薩本事品』に、この経典（薬王菩薩本事品）をよく理解し修行したならば阿弥陀如来のもとに生まれることができるだろう、とも書かれている。

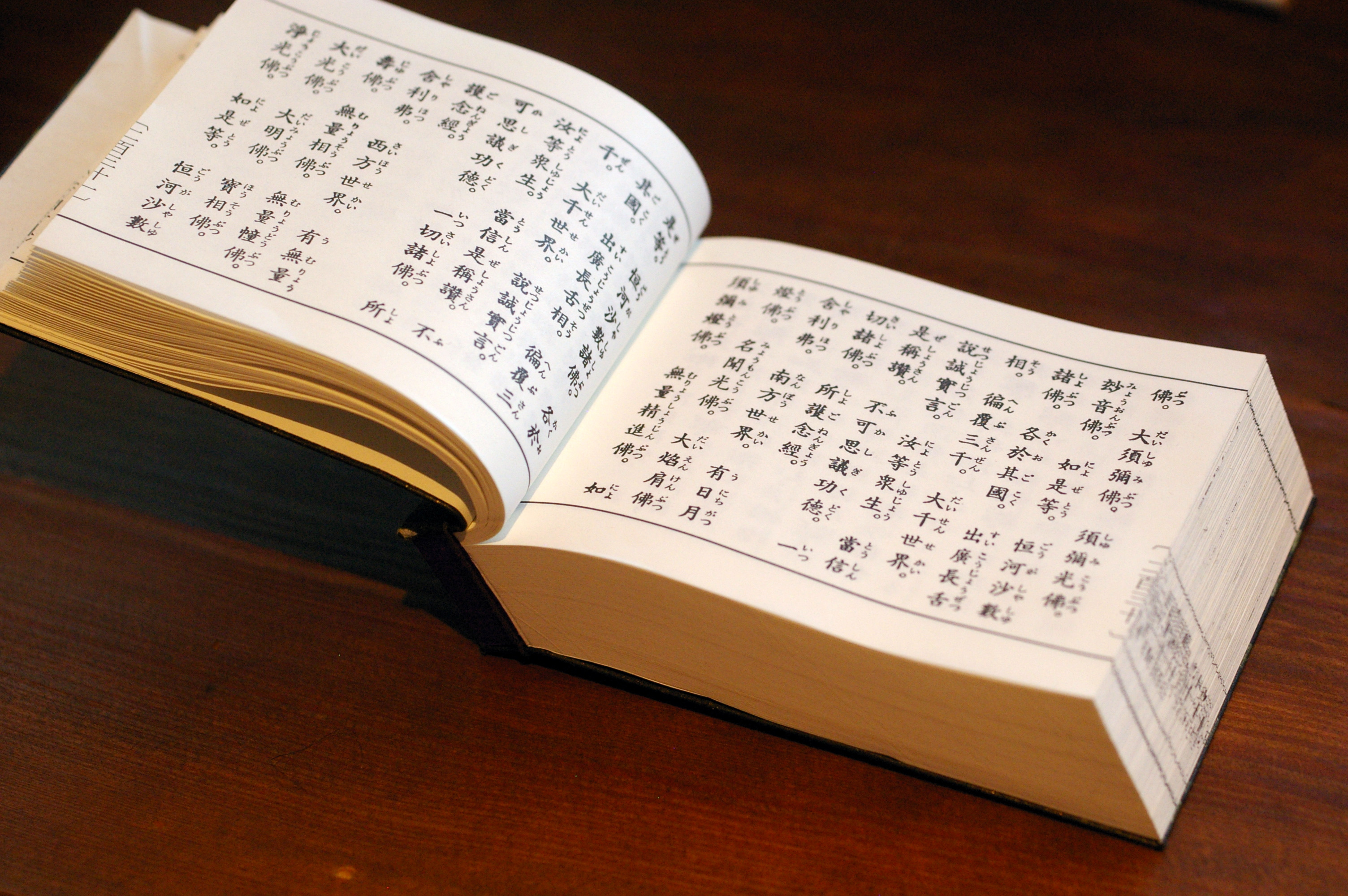
鳩摩羅什訳による仏説阿弥陀経

## 歴史

### インド
上座部仏教の側からは、釈迦は現世を一切皆苦とし、欲や執着を絶って輪廻から解脱して二度と生まれ変わることなく涅槃に至る状態（「灰身滅智」の状態、または肉体のない不可知的な状態）を至高としたのであって、来世救済（阿弥陀如来の存在や浄土への往生）は説いていないと解釈している（大乗非仏説）。
浄土教の成立時期は、インドにおいて大乗仏教が興起した時代である。紀元100年頃に『無量寿経』と『阿弥陀経』が編纂されたのを契機とし、時代の経過とともにインドで広く展開していく。しかし、インドでは宗派としての浄土教が成立されたわけではない。
浄土往生の思想を強調した論書として、龍樹（150年 - 250年頃）の『十住毘婆沙論』「易行品」、天親（4-5世紀）の『無量寿経優婆提舎願生偈』（『浄土論』・『往生論』）がある。天親の浄土論は、曇鸞の註釈を通じて後世に大きな影響を与えた。
なお『観無量寿経』 は、サンスクリット語の原典が発見されておらず、おそらく4-5世紀頃に中央アジアで大綱が成立し、伝訳に際して中国的要素が加味されたと推定される。しかし中国・日本の浄土教には大きな影響を与える。

### 中国
中国では2世紀後半から浄土教関係の経典が伝えられ、5世紀の初めには廬山の慧遠（334年 - 416年）が『般舟三昧経』にもとづいて白蓮社という念仏結社を結び、初期の中国浄土教の主流となる。以後、諸宗の学者で浄土教を併せて信仰し兼修する者が多かったが、浄土教を専ら弘めたのは唐の道綽・善導と懐感の一派であった。
山西省の玄中寺を中心とした曇鸞（476年頃 - 542年頃）が、天親の『浄土論』（『往生論』）を注釈した『無量寿経優婆提舎願生偈註』（『浄土論註』・『往生論註』）を撰述する。その曇鸞の影響を受けた道綽（562年 - 645年）が、『仏説観無量寿経』を解釈した『安楽集』を撰述する。
道綽の弟子である善導（613年 - 681年）が、『観無量寿経疏』（『観経疏』）を撰述し、『仏説観無量寿経』は「観想念仏」ではなく「称名念仏」を勧めている教典と解釈する。
これらとは別に慧日（慈愍三蔵）（680年 - 748年）も念仏をすすめ、教団を発展させた。慧日の教団の発展は、仏教を知的な教理中心の学問から情操的な宗教へと転回させるきっかけになった。
こうして「称名念仏」を中心とする浄土思想が確立する。しかし中国ではその思想は主流とはならなかった。
その他に法照（? - 777年頃）が、音楽的に念仏を唱える「五会念仏」を提唱し、南岳・五台山・太原・長安などの地域に広める。『浄土五会念仏誦経観経儀』、『浄土五会念仏略法事儀讃』を撰述する。
明代には、慧日、善導の浄土教を基盤に、株宏が禅と念仏の一致を説いた。その影響で中国では浄土教を禅などの諸宗と融合する傾向が強くなり、後の中国における「禅」の大勢となる「念仏禅」の源流となる。
日本で、法然は『選択本願念仏集』において、中国浄土教の法義について、慧遠の「廬山慧遠流」、慧日の「慈愍三蔵流」、曇鸞・道綽・善導の「道綽・善導流」と分類する。広説仏教語大辞典によれば、古来から中国の浄土教には慧遠流（廬山流）・善導流・慈愍流の三流があるといわれており、善導流は日本浄土教の基礎となったという。

### 日本

#### 飛鳥時代・奈良時代
7世紀前半に浄土教（浄土思想）が伝えられ、阿弥陀仏の造像が盛んになる。奈良時代には智光や礼光が浄土教を信奉し、南都系の浄土教の素地が作られた。

#### 平安時代
比叡山では、天台宗の四種三昧の一つである常行三昧に基づく念仏が広まり、諸寺の常行三昧堂を中心にして念仏衆が集まって浄業を修するようになった。貴族の間にも浄土教の信奉者が現れ、浄土信仰に基づく造寺や造像がなされた。臨終に来迎を待つ風潮もこの時代に広まる。空也や良忍の融通念仏などにより、さらに一般民衆へ浄土教が広まり始めた。
平安時代の著名な浄土教家として、南都系には昌海、永観、実範、重誉、珍海がおり、比叡山系には良源、源信、勝範がいるが、彼らはいずれも本とする宗が浄土教とは別にあり、そのかたわら浄土教を信仰するという立場であった。

##### 平安時代初期
円仁
承和5年（838年）には、遣唐使の一員として円仁（794年 - 864年）が渡海し留学する。中国五台山で法照流の五会念仏を学ぶ。その他にも悉曇・密教などを学び、承和14年（847年）に帰国する。比叡山において、その五台山の引声念仏を常行三昧に導入・融合し、天台浄土教の発祥となる。常行三昧堂が建立され、貞観7年（865年）には、常行三昧による「観想念仏行」が実践されるようになる。

良源
良源（912年 - 985年）が、『極楽浄土九品往生義』を著す。また比叡山横川（よかわ）の整備をする。
こうして平安時代初期には、阿弥陀仏を事観の対象とした「観相念仏」が伝わる。まず下級貴族に受け容れられた。当時の貴族社会は藤原氏が主要な地位を独占していて、他の氏族の者はごくわずかな出世の機会を待つのみで、この待機生活が仏身・仏国土を憧憬の念を持って想い敬う「観相念仏」の情感に適合していたものと考えられる。

##### 平安時代中期
平安時代の寺院は国の管理下にあり、浄土思想は主に京都の貴族の信仰であった。また、（官）僧は現代で言う公務員であった。官僧は制約も多く、国家のために仕事に専念するしかなかった。そのような制約により、庶民の救済ができない状況に嫌気が差して官僧を辞し、個人的に教化活動する「私得僧」が現れるようになる。また大寺院に所属しない名僧を「聖」（ひじり）という。
空也
空也（903年-972年）は、念仏を唱えながら各地で道を作り、橋を架けるなど社会事業に従事しながら諸国を遊行する。同時に庶民に対し精力的に教化を行い、庶民の願いや悩みを聞き入れ、阿弥陀信仰と念仏の普及に尽力する。空也は、「市聖」（いちひじり）・「阿弥陀聖」と呼ばれる。空也は踊念仏の実質的な創始者でもある。

源信
源信 （942年-1017年）は、良源の弟子のひとりで、985年に『往生要集』を著し、日本人の浄土観・地獄観に影響を与えた。
『往生要集』は、阿弥陀如来を観相する法と極楽浄土への往生の具体的な方法を論じた、念仏思想の基礎とも言える。内容は実践的で非常に解りやすいもので、絵解きによって広く庶民にも広められた。同書は「観想念仏」を重視したものの、一般民衆のための「称名念仏」を認知させたことは、後の「称名念仏」重視とする教えに多大な影響を与え、後の浄土教の発展に重要な意味を持つ書となる。
986年には比叡山に「二十五三昧合」という結社が作られ、ここで源信は指導的立場に立ち、毎月1回の念仏三昧を行った。結集した人々は互いに契りを交わし、臨終の際には来迎を念じて往生を助けたという。
源信は、天台宗の僧であったが世俗化しつつあった叡山の中心から離れて修学・修行した。

慶滋保胤
平安時代中期の文人で中級貴族でもあった慶滋保胤（931年頃 - 1002年）は、僧俗合同の法会である「勧学会」（かんがくえ）を催す。また、浄土信仰によって極楽往生を遂げたと言われる人々の伝記を集めた『日本往生極楽記』を著す。
後には、『日本往生極楽記』の編集方法を踏襲した『続本朝往生伝』（大江匡房）・『拾遺往生伝』（三善爲康）・『三外往生伝』（沙弥蓮祥）など著される。
この様に具体的な実例をもって浄土往生を説く方法は、庶民への浄土教普及に非常に有効であった。そして中・下級貴族の間に浄土教が広く普及していくに従い、上級貴族である藤原氏もその影響を受け、現世の栄華を来世にまでという思いから、浄土教を信仰し始めたものと考えられる。
こうして日本の仏教は国家管理の旧仏教から、民衆を救済の対象とする大衆仏教への転換期を迎える。

##### 平安時代末期

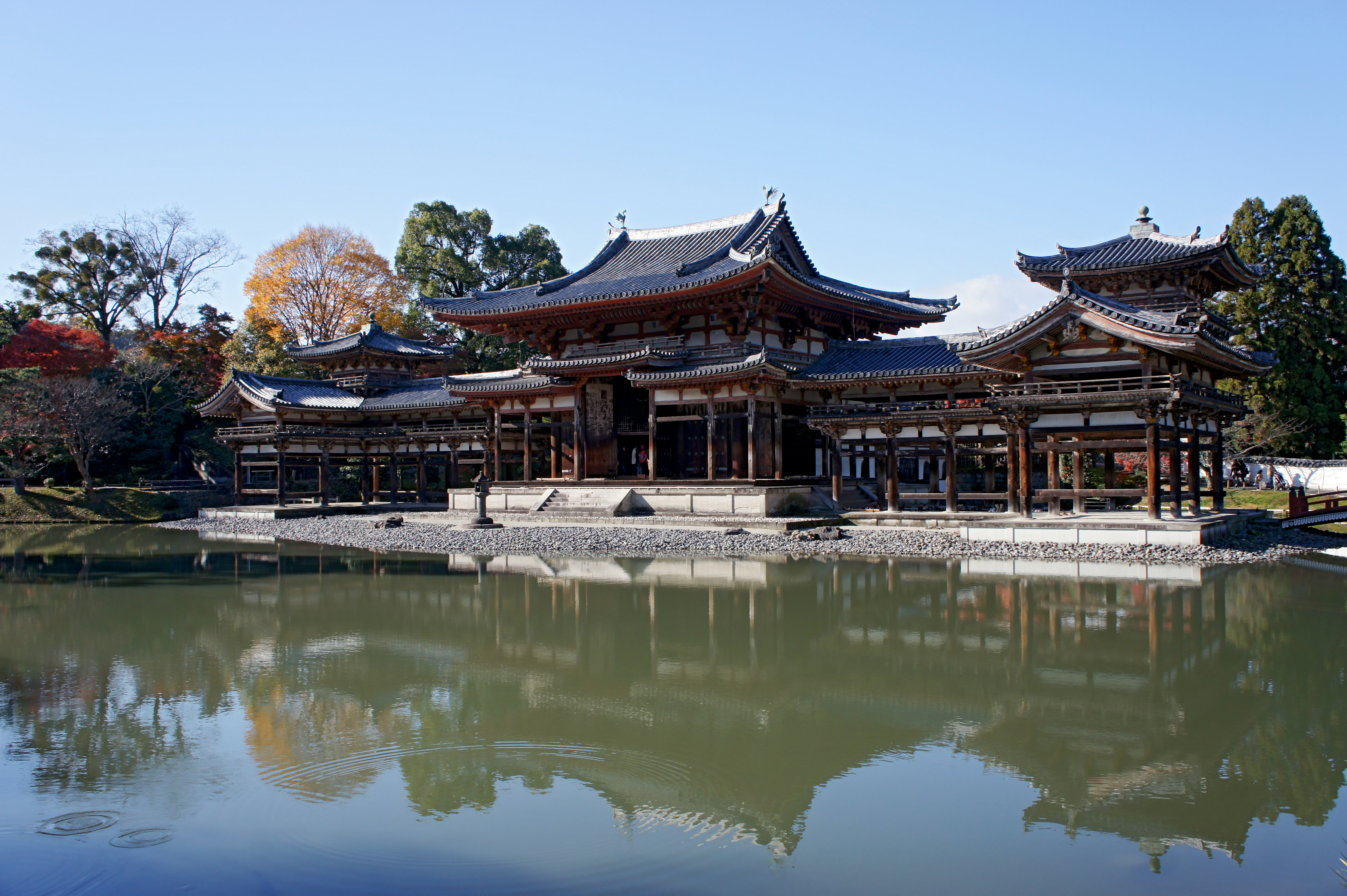
平等院鳳凰堂

「末法」の到来
「末法」とは、釈尊入滅から二千年を経過した次の一万年を「末法」の時代とし、「教えだけが残り、修行をどのように実践しようとも、悟りを得ることは不可能になる時代」としている。この「末法」に基づく思想は、インドには無く中国南北朝時代に成立し、日本に伝播した。釈尊の入滅は五十数説あるが、法琳の『破邪論』上巻に引く『周書異記』に基づく紀元前943年とする説を元に、末法第一年を平安末期の永承7年（1052年）とする。
本来「末法」は、上記のごとく仏教における時代区分であったが、平安時代末期に災害・戦乱が頻発した事にともない終末論的な思想として捉えられるようになる。よって「末法」は、世界の滅亡と考えられ、貴族も庶民もその「末法」の到来に怯えた。さらに「末法」では現世における救済の可能性が否定されるので、死後の極楽浄土への往生を求める風潮が高まり、浄土教が急速に広まることとなる。ただし、異説として、浄土教の広まりをもたらした終末論的な思想は本来は儒教や道教などの古代中国思想に端を発する「末代」観と呼ぶべきもので、仏教の衰微についてはともかく当時の社会で問題視された人身機根の変化には触れることのない「末法」思想では思想的背景の説明がつかず、その影響力は限定的であったとする説もある。
末法が到来する永承7年に、関白である藤原頼通が京都宇治の平等院に、平安時代の浄土信仰の象徴のひとつである阿弥陀堂（鳳凰堂）を建立した。阿弥陀堂は、「浄土三部経」の『仏説観無量寿経』や『仏説阿弥陀経』に説かれている荘厳華麗な極楽浄土を表現し、外観は極楽の阿弥陀如来の宮殿を模している。
この頃には阿弥陀信仰は貴族社会に深く浸透し、定印を結ぶ阿弥陀如来と阿弥陀堂建築が盛んになる。阿弥陀堂からは阿弥陀来迎図も誕生した。
平等院鳳凰堂の他にも数多くの現存する堂宇が知られ、主なものに中尊寺金色堂、法界寺阿弥陀堂、白水阿弥陀堂などがある。

良忍
良忍は、（1072年 - 1132年）は、「一人の念仏が万人の念仏と融合する」という融通念仏（大念仏）を説き、融通念仏宗の祖となる。
天台以外でも三論宗の永観（1033年 - 1111年）や真言宗の覚鑁（1095年 - 1143年）らの念仏者を輩出する。
この頃までに、修験道の修行の地であった熊野は浄土と見なされるようになり、院政期には歴代の上皇が頻繁に参詣した。後白河院の参詣は実に34回にも及んだ。熊野三山に残る九十九王子は、12世紀 - 13世紀の間に急速に組織された一群の神社であり、この頃の皇族や貴人の熊野詣に際して先達をつとめた熊野修験たちが参詣の安全を願って祀ったものであった。

#### 鎌倉時代
平安末期から鎌倉時代に、それまでの貴族を対象とした仏教から、武士階級・一般庶民を対象とした信仰思想の変革がおこる。（詳細は、鎌倉仏教を参照。）
また鎌倉時代になると、それまでの貴族による統治から武家による統治へと政権が移り、政治・経済・社会の劇的な構造変化と発展を遂げる。
末法思想・仏教の変革・社会構造の変化などの気運に連動して、浄土教は飛躍的な成長を遂げる。この浄土思想の展開を「日本仏教の精華」と評価する意見もある一方で、真言宗系の研究者である渡辺照宏のように、末世的な世情から生まれた、新しい宗教にすぎないと否定的にとらえる意見もある。
法然（源空）
法然（法然房源空、1133年-1212年）は、浄土宗の開祖とされる。1198年に『選択本願念仏集』（『選択集』）を撰述し、「専修念仏」を提唱する。
1145年に比叡山に登る。1175年に 善導（中国浄土教）の『観無量寿経疏』により「専修念仏」に進み、比叡山を下りて東山吉水に住み吉水教団を形成し、「専修念仏」の教えを広める。（1175年が、宗旨としての浄土宗の立教開宗の年とされる。）
法然の提唱した「専修念仏」とは、浄土往生のための手段のひとつとして考えられていた「観相念仏」を否定し、「称名念仏」のみを認めたものである。「南無阿弥陀仏」と称えることで、貴賎や男女の区別なく西方極楽浄土へ往生することができると説き、往生は臨終の際に決定するとした。
また『選択集』において、正しく往生浄土を明かす教えを『仏説無量寿経』（曹魏康僧鎧訳）、『仏説観無量寿経』（劉宋畺良耶舎訳）、『仏説阿弥陀経』（姚秦鳩摩羅什訳）の3経典を「浄土三部経」とし、天親の『浄土論』を加え「三経一論」とする。
源空の門流には、弁長の鎮西流、証空の西山流、隆寛の多念義、長西の諸行本願義、幸西の一念義の五流があり、これに親鸞の真宗を加えて六流とする。源空門下の浄土教に十五流を数えることもある。

親鸞
親鸞（1173年-1262年）は、法然の弟子のひとり。『顕浄土真実教行証文類』（『教行信証』）等を著して法然の教えを継承発展させ、後に浄土真宗の宗祖とされる。
1181年に比叡山に登る。
1201年には修行では民衆を救済できないと修行仏教と決別し、比叡山を下りる。そして法然の吉水教団に入門し、弟子入りする。念仏停止により流罪に処され、僧籍の剥奪後は、法然の助言に従い、生涯に渡り非僧非俗の立場を貫いた。赦免後は東国（関東）を中心に20年に渡る布教生活を送り、念仏の教えをさらに深化させる。京都に戻ってからは著作活動に専念し、1247年に『教行信証』を撰述、数多くの経典・論釈を引用・解釈し、「教」・「行」・「信」・「証」の四法を顕かにする。阿弥陀仏のはたらきによりおこされた「真実信心」 を賜わることを因として、いかなる者でも現生に浄土往生が約束される「正定聚」に住し必ず滅度に至らしめられると説く。
宗旨としての浄土真宗が成立するのは没後のことである。

一遍
一遍は（1239年-1289年）は、時宗の開祖とされる。1251年に大宰府に赴き、法然の孫弟子である浄土宗の聖達（1203年-1279年）に師事した。その後は諸国を遍歴し、紀伊の熊野本宮証誠殿で熊野権現から啓示を得て悟りを開き、時宗を開宗したとされる。その啓示とは、はるか昔の法蔵比丘の誓願によって衆生は救われているのであるから、「南無阿弥陀仏」の各号を書いた札を民衆に配り（賦算）、民衆に既に救われていることを教えて回るというものであった。阿弥陀仏の絶対性は「信」すらも不要で、念仏を唱えることのみで極楽往生できると説いた。晩年には踊念仏を始める。
平安時代後期から鎌倉時代にかけて興った融通念仏宗・浄土宗・浄土真宗・時宗は、その後それぞれ発達をとげ、日本仏教における一大系統を形成して現在に至る。

#### 室町時代以降
蓮如
本願寺は、親鸞の曾孫である覚如（1270年-1351年）が親鸞の廟堂を寺格化（大谷本願寺）し、本願寺教団が成立する。その後衰退し天台宗の青蓮院の末寺になるものの、室町時代に本願寺第八世 蓮如（1415年-1499年）によって再興する。
寛正6年（1465年）に、延暦寺西塔の衆徒により大谷本願寺は破却される。
文明3年に北陸の吉崎に赴き、吉崎御坊を建立する。もともと北陸地方は、一向や一遍の影響を受けた地域であり、急速に教団は拡大していく。
信徒は「門徒」とも呼ばれるが、他宗から「一向宗」と呼ばれる強大な信徒集団を形成した。「一向」は「ひたすら」とも読み、「ひたすら阿弥陀仏の救済を信じる」という意味を持つ。まさにひたすら「南無阿弥陀仏」と称え続ける姿から、専修念仏の旨とするように全体を捉えがちであるが、実際には修験道の行者や、密教などの僧が浄土真宗に宗旨替えし、本願寺教団の僧となった者たちが現れる。一部ではその者たちによって、浄土真宗と他宗の教義が複雑に混合され、浄土真宗の教義には無い「呪術」や「祈祷」などの民間信仰が行われるようになる。よって必ずしも専修とは言えない状態になっていく。それに対し蓮如は再三にわたり「御文」などを用いて称名念仏を勧めるものの、文明7年（1475年）吉崎を退去し山科に移る。
蓮如の吉崎退去後も真宗門徒の団結力は絶大で、旧来の守護大名の勢力は著しく削がれた。中でも、加賀一向一揆などの一向一揆は有名である。このため、多くの守護大名は妥協して共存の道を選択する。
顕如・教如以降
戦国時代、一向宗勢力は織田信長や上杉謙信らと激しい戦闘を繰り広げた（詳細は石山合戦、越中一向一揆を参照）。
その後江戸幕府を開いた徳川家康は浄土宗を奉じた。
本願寺教団は豊臣秀吉の介入による宗主継承問題を起因として、家康により東西に分立、さらに「浄土真宗」の名を禁じられ「一向宗」とされるも、僧の妻帯は許可された。家族ぐるみで拡大が可能であったこともあり勢力をさらに拡大し続け、日本最大宗派となって現在に至る（詳細は、本願寺の歴史を参照）。